# Hélène Goudin
Hélène Goudin (née le 25 novembre 1956 à Bruxelles) est une personnalité politique suédoise, membre de la Liste de juin, un mouvement eurosceptique.

## Biographie
Hélène Goudin est députée européenne de 2004 à 2009, où elle siège au sein du groupe Indépendance/Démocratie.
Elle est vice-présidente de l'Assemblée parlementaire paritaire entre l'UE et les États ACP et membre du bureau du groupe Indépendance/Démocratie, et coprésidente des EUDemocrats - Alliance pour une Europe des Démocraties.